# Monkey Business World Tour
Monkey Business Tour fue una gira musical realizada por la banda estadounidense de hip hop Black Eyed Peas. El tour promocionaba su cuarto álbum de estudio, Monkey Business. Los detalles de la gira, que empezó oficialmente con los shows en Latinoamérica de noviembre de 2005, fueron anunciados vía Internet, en la página oficial del grupo.

## Set list 2005
1. "Hey Mama"
2. "Smells Like Funk"
3. "Dum Diddly"
4. "Don't Lie"
5. "Shut Up"
6. "Taboo Freestyle
7. "Apl.de.ap Freestyle
8. "Will.i.am Freestyle
9. "Fergie Freestyle
10. "Labor Day (It's A Holiday)"
11. "Pump It"
12. "My Humps"
13. "Where Is The Love?"
14. "Don't Phunk With My Heart"
15. "Let's Get Retarted"

## Set list 2006
1. "Hey Mama"
2. "Hands Up (snippet)"
3. "Disco Club"
4. "Dum Diddly"
5. "Smells Like Funk"
6. "Don't Lie"
7. "Sweet Child O' Mine (snippet) Fergie (Guns N Roses cover)"
8. "Shut Up"
9. "No Woman No Cry (snippet) Will.i.am (Bob Marley cover)"
10. "Taboo Freestyle"
11. "Apl.de.ap Freestyle (The Apl Song / Bebot)"
12. "Will.i.am Freestyle"
13. "Fergie Freestyle"
14. "London Bridge" (selected dates)
15. "Pump It"
16. "Where Is The Love?"
17. "Band Freestyle"
18. "My Style"
19. "Don't Phunk With My Heart"
20. "My Humps"
21. "Let's Get Started"
22. "Jump Around" (House Of Pain cover)"

## Fechas de la gira[1]
| Latino América Parte I(2005)  |                  |                |                                 |
| 4 de abril de 2006            | México, D. F.    | México         | Palacio de los Deportes         |
| 5 de abril de 2005            | Monterrey        | México         | Arena Monterrey                 |
| 17 de noviembre de 2005       | San Juan         | Puerto Rico    | Coliseo de Puerto Rico          |
| 18 de noviembre de 2005       | Bogotá           | Colombia       | Estadio El Campín               |
| 20 de noviembre de 2005       | Caracas          | Venezuela      | Estadio Olímpico UCV            |
| 22 de noviembre de 2005       | Panama City      | Panamá         | Centro de Convenciones Figali   |
| Asia                          |                  |                |                                 |
| 3 de junio de 2006            | Tel Aviv         | Israel         | Estadio Bloomfield              |
| 11 de julio de 2006           | Osaka            | Japón          | Osaka-Jo Hall                   |
| 13 de julio de 2006           | Tokio            | Japón          | Budokan Hall                    |
| 14 de julio de 2006           | Tokio            | Japón          | Budokan Hall                    |
| 16 de julio de 2006           | Hong Kong        | China          | AsiaWorld-Arena                 |
| 18 de julio de 2006           | Pekín            | China          | Expo Theater                    |
| 20 de julio de 2006           | Shanghái         | China          | Shanghái Indoor Stadium         |
| Europe                        |                  |                |                                 |
| 22 de julio de 2006           | Moscú            | Rusia          | Red Summer Festival             |
| Asia                          |                  |                |                                 |
| 25 de julio de 2006           | Taipéi           | Taiwán         | Taipei Soccer Stadium           |
| 27 de julio de 2006           | Manila           | Filipinas      | Araneta Coliseum                |
| 31 de julio de 2006           | Bangkok          | Tailandia      | Impact Arena                    |
| 2 de agosto de 2006           | Mumbai           | India          | MMRDA Grounds                   |
| 3 de agosto de 2006           | Bangalore        | India          | The Palace Grounds              |
| Norte América                 |                  |                |                                 |
| 14 de agosto de 2006          | Honolulu         | Estados Unidos | Neal S. Blaisdell Center        |
| 24 de agosto de 2006          | Mansfield        | Estados Unidos | Comcast Center                  |
| 25 de agosto de 2006          | Wantagh          | Estados Unidos | Nikon at Jones Beach Theater    |
| 26 de agosto de 2006          | Saratoga Springs | Estados Unidos | Saratoga Performing Arts Center |
| 27 de agosto de 2006          | Syracuse         | Estados Unidos | New York State Fair             |
| 29 de agosto de 2006          | Holmdel          | Estados Unidos | PNC Bank Arts Center            |
| 30 de agosto de 2006          | Allentown        | Estados Unidos | Great Allentown Fair            |
| 1 de septiembre de 2006       | Atlantic City    | Estados Unidos | Borgata                         |
| 3 de septiembre de 2006       | Charlottetown    | Canadá         | CDP Entertainment Centre        |
| 4 de septiembre de 2006       | Mount Pearl      | Canadá         | Pearlgate Concert Grounds       |
| 5 de septiembre de 2006       | Portland         | Estados Unidos | Cumberland County Civic Center  |
| 6 de septiembre de 2006       | Darien Center    | Estados Unidos | Darien Lake PAC                 |
| 8 de septiembre de 2006       | Glendale         | Estados Unidos | Cardinals Stadium               |
| 12 de septiembre de 2006      | Montreal         | Canadá         | Bell Centre                     |
| 13 de septiembre de 2006      | Ottawa           | Canadá         | Scotiabank Place                |
| 14 de septiembre de 2006      | Uncasville       | Estados Unidos | Mohegan Sun Arena               |
| 16 de septiembre de 2006      | Farmington       | Estados Unidos | Neamcolin Woodland Resort       |
| 23 de septiembre de 2006      | Chicago          | Estados Unidos | Charter One Pavilion            |
| 26 de septiembre de 2006      | Rapid City       | Estados Unidos | Rushmore Plaza Civic Center     |
| 27 de septiembre de 2006      | Cedar Rapids     | Estados Unidos | U.S. Cellular Center            |
| 29 de septiembre de 2006      | Grand Forks      | Estados Unidos | Alerus Center                   |
| 30 de septiembre de 2006      | Winnipeg         | Canadá         | MTS Centre                      |
| 2 de octubre de 2006          | Regina           | Canadá         | Brandt Centre                   |
| 3 de octubre de 2006          | Calgary          | Canadá         | Pengrowth Saddledome            |
| 4 de octubre de 2006          | Edmonton         | Canadá         | Rexall Place                    |
| 6 de octubre de 2006          | Vancouver        | Canadá         | Pacific Coliseum                |
| 7 de octubre de 2006          | Victoria         | Canadá         | Save-On-Foods Memorial Centre   |
| Latino América parte II(2006) |                  |                |                                 |
| 11 de noviembre de 2006       | Belo Horizonte   | Brasil         | Mineirão                        |
| 17 de noviembre de 2006       | Santiago         | Chile          | Estadio San Carlos de Apoquindo |
| 19 de noviembre de 2006       | Buenos Aires     | Argentina      | Club Ciudad de Buenos Aires     |
| 21 de noviembre de 2006       | San José         | Costa Rica     | Estadio Ricardo Saprissa        |